# 2-га бригада Польських легіонів
2-га бригада Польських легіонів, так звана Карпатська або Залізна бригада, — великий піхотний підрозділ Польських легіонів, створений 8 травня 1915 року. До моменту відмови від послуху вона підпорядковувалася наказам Центральних держав. Бригада була сформована з підрозділів, які раніше воювали в Карпатах і тому дістали назву «Карпатських». Її улани здобули широку славу завдяки сміливій кавалерійській атаці на російські війська під час битви під Рокитною 13 червня 1915 року.

## Історія

### Історія створення
На початку серпня 1914 року війська Юзефа Пілсудського вступили до Польського Королівства. 16 серпня того ж року всі основні політичні сили Галичини — Львівський Центральний національний комітет (контрольований Національними демократами) і Краківська комісія Конфедеративних партій незалежності (під проводом Польської соціалістичної партії — революційної фракції) — об'єдналися, утворивши Верховний національний комітет (НКН). Цей орган мав на меті політичну та організаційну підтримку польських легіонів.
Австро-угорський уряд видав розпорядження про створення двох легіонів — Західного та Східного. Проте успішний наступ російських військ, який завершився захопленням Львова та всієї центральної Галичини, спричинив кризу у Східному легіоні. Багато галицьких націонал-демократів, які мали значний вплив у цьому підрозділі, почали переходити на проросійські позиції.

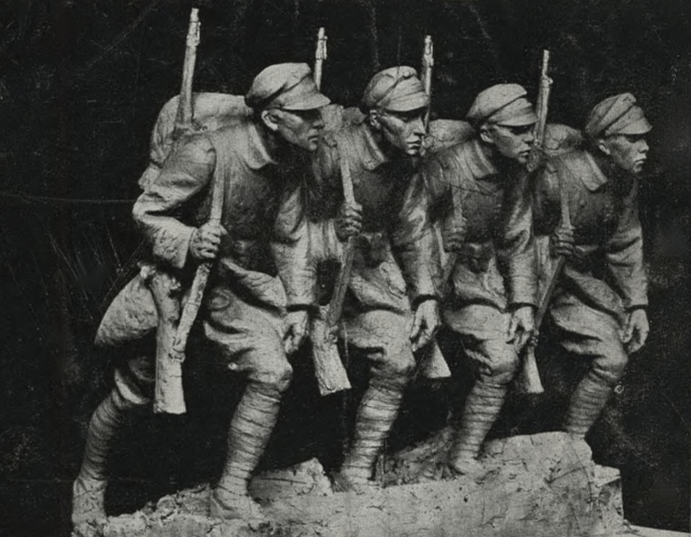
«Легіонська четвірка» — скульптура чотирьох польських легіонерів, що символізують Польське королівство, Малопольщу, Сілезію та Велику Польщу, автор Яна Рашка (1917).

Унаслідок цього 21 вересня 1914 року Східний легіон був розформований у Мшані Дольній. Через п'ять днів присягу склали лише 800 колишніх його членів на чолі з капітаном Юзефом Галлером. З цих вірних солдатів, а також із нових добровольців, було сформовано 3-й піхотний полк.
26 вересня до полку приєдналися добровольці з Цешинської Сілезії та Підгалля. Сілезці, які сформували в Цешині так званий Сілезький легіон чисельністю близько 600 осіб, були включені до складу 1-го батальйону 3-го полку Польських легіонів. Близько 250 добровольців утворили 2-гу роту 3-го полку, командиром якої було призначено Стефана Паславського, а решту розподілили між іншими ротами.
Колишні командири — Фелікс Гайдук та Ян Лисек — отримали звання молодших лейтенантів і були призначені командирами 1-го та 4-го взводів відповідно, а Пшепілінський був підвищений до лейтенанта і обійняв посаду офіцера з постачання 3-го полку.
30 вересня з Кракова до північно-східної Угорщини було відправлено:
3-й піхотний полк,
2-й піхотний полк під командуванням полковника Зиґмунта Зелінського,
2-й кавалерійський ескадрон під командуванням капітана Збігнєва Дунін-Вонсовича,
3-й кавалерійський ескадрон під командуванням капітана Яна Бжезінського,
допоміжні служби.

## Бої в Карпатах та Буковині

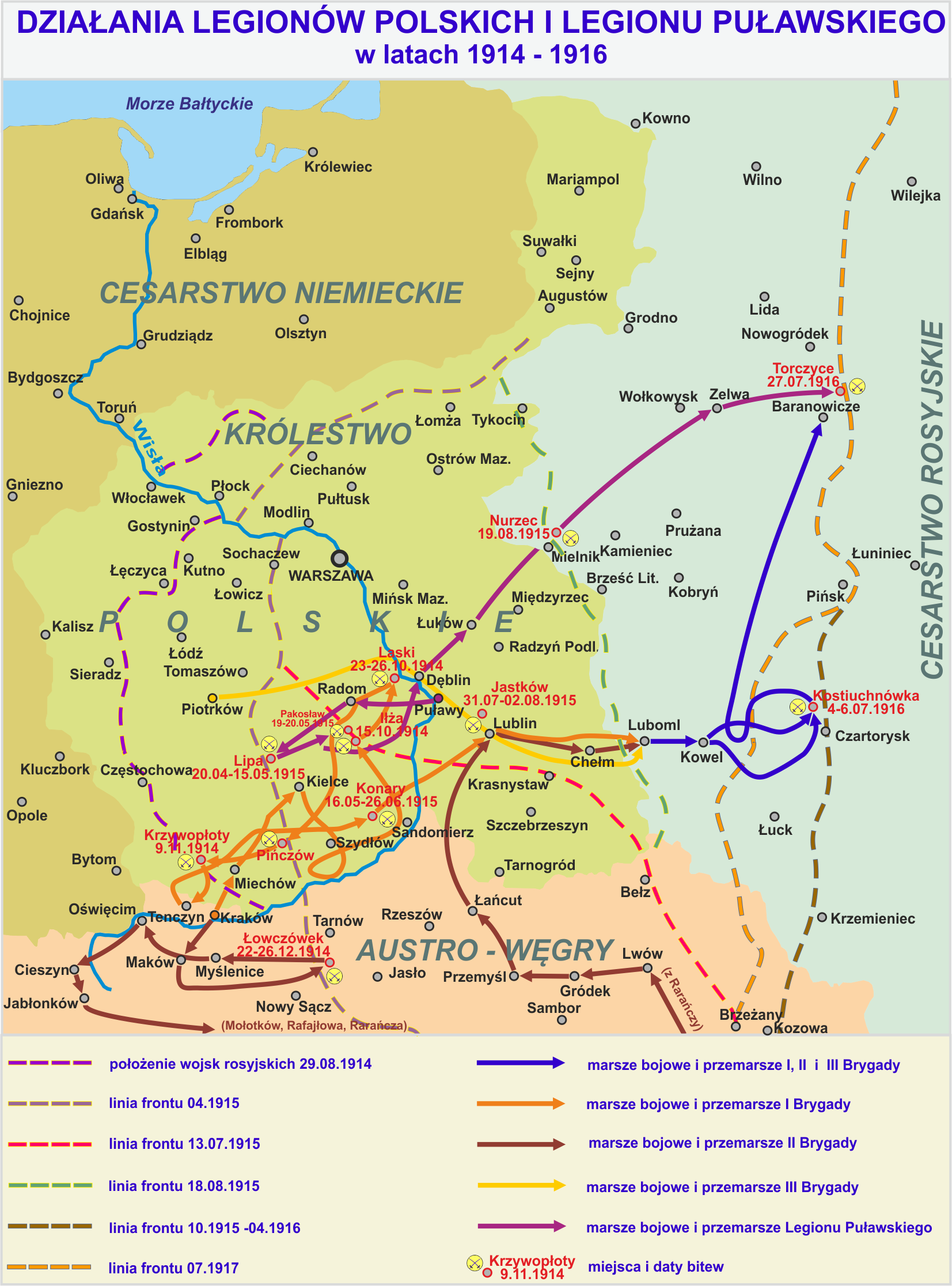
Діяльність польських легіонів у 1914—1916 роках

Ці війська, чисельністю близько 9 тисяч солдатів, були кинуті до Мармароського повіту, щоб витіснити козаків, яким вдалося пройти через Пантирський перевал до Паннонського басейну. Війська були погано озброєні, майже повністю ненавчені та не мали належного спорядження. Попри це, їм вдалося перемогти сильнішого супротивника.
Наступним завданням підрозділів під командуванням генерала Кароля Дурського-Тшаски (командувача польських легіонів, що перебував із частинами в Карпатах) було перетнути перевал Рогодзе Велике та очистити від росіян долину Бистриці, яка вже знаходилася в межах Галичини. Для досягнення цієї мети були побудовані так звані будинки з круглих зрубів. «Маршрут Легіонув» — етапний маршрут довжиною 6 км, прокладений уздовж схилу з нахилом 15°.19 жовтня перевал було подолано, і розпочалося визволення Галичини. 23 жовтня під Пасєчною відбувся важкий тригодинний бій, що змусив росіян відступити. Протягом наступних кількох днів були взяті під контроль, серед іншого, такі населені пункти: Надвірна, Тарнавіца Лісна, Пшеросль, Фіткув і Гвозд.

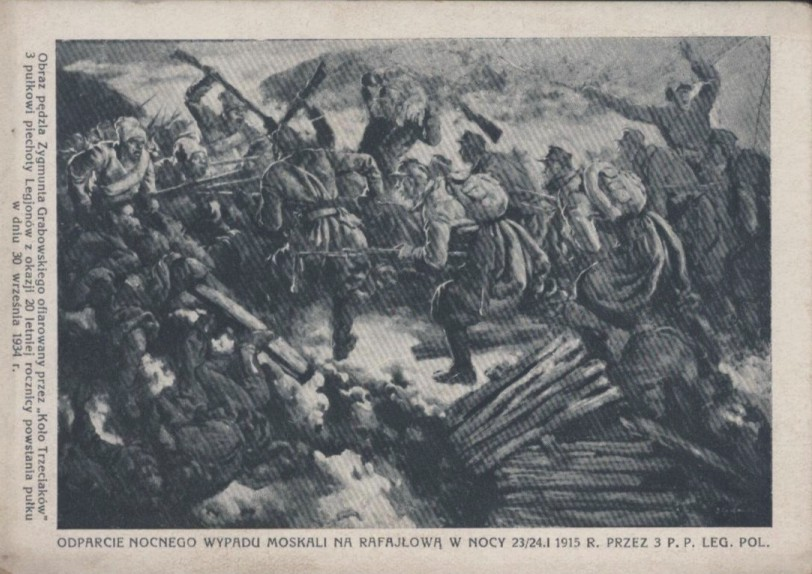
Зигмунт Грабовський — Відбиття нічного нальоту москвичів на Рафайлову в ніч з 23 на 24 січня 1915 року р. на 3 стор. Польські легіони

Однак 29 жовтня наступ завершився внаслідок кровопролитної поразки під Молотковом, де точилася запекла битва проти ворога, що мав у два рази більше військ і втричі переважав у вогневій могутності. Деякі роти втратили до 50 % особового складу.
Після цієї битви карпатські війська були відведені до району Рафайлової, де в листопаді відбулося кілька сутичок. Варто зауважити, що на той час польські частини у Східних Карпатах ще не були офіційно 2-ю бригадою легіонів, оскільки ця бригада була формально сформована лише на межі квітня і травня 1915 року на Буковині. Хоча поляки вже називали її «Карпатською» або «Залізною» бригадою, офіційно вона таким підрозділом ще не була.
26 листопада було сформовано дві бойові групи. Перша, під командуванням генерала Дурського-Тшаськи, була переведена до Угорщини 8 грудня, поблизу Окермезе, а 10 січня 1915 року переміщена до Буковини. Вона здобула славу, коли 22 січня захопила головний пункт російського опору в цьому регіоні — Кірлібабу. Друга група, під командуванням підполковника Галлера, залишалася в районі Рафайлової. У січні вона брала участь у важких боях поблизу Зеленої та Рафайлової, зокрема в ніч з 23 на 24 січня, коли було відбито потужну російську атаку.
У лютому ця група взяла участь в австро-угорському наступі на Станіславів, попри температуру до -28°

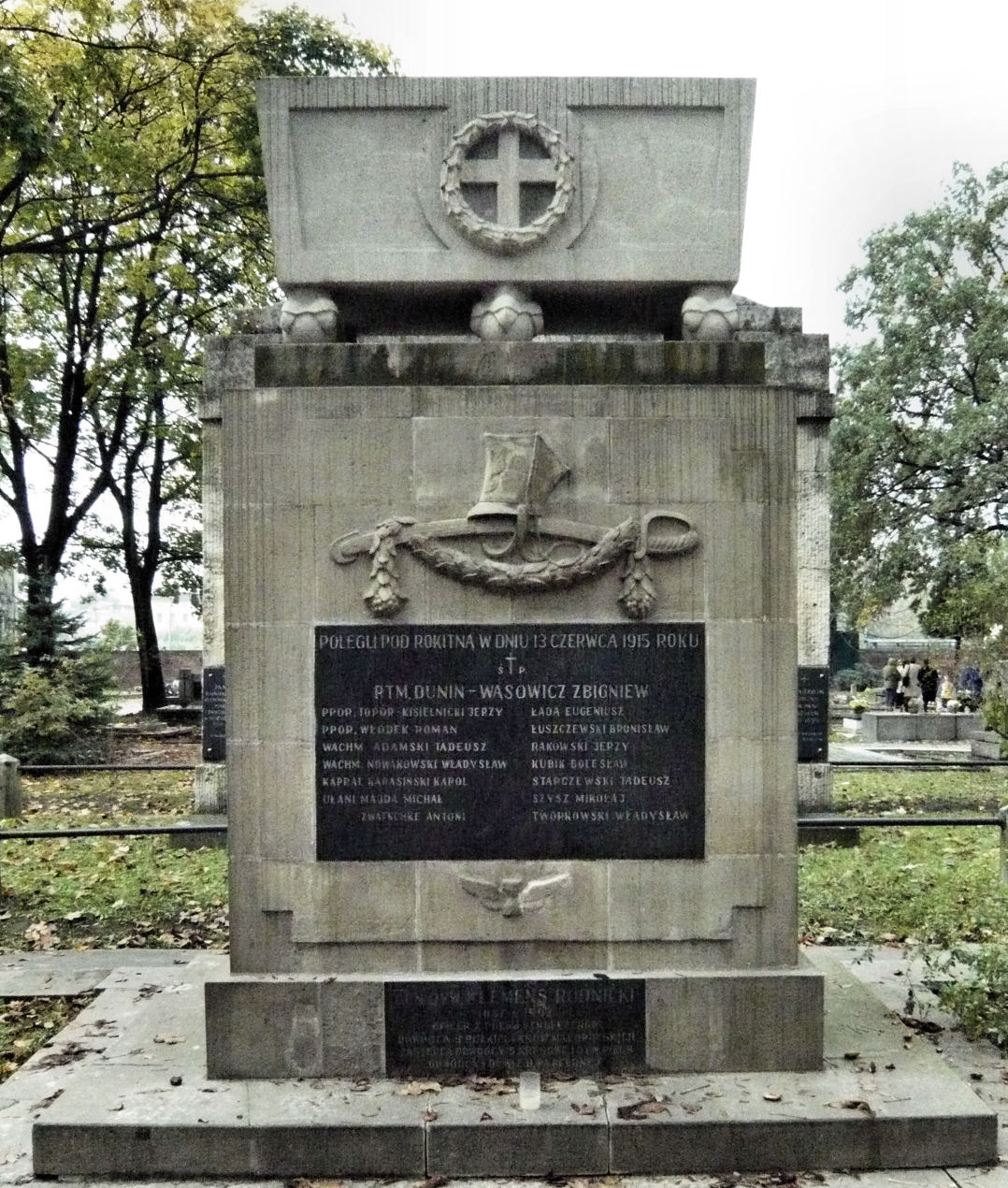
Пам'ятник героям Рокітни на Раковицькому цвинтарі в Кракові

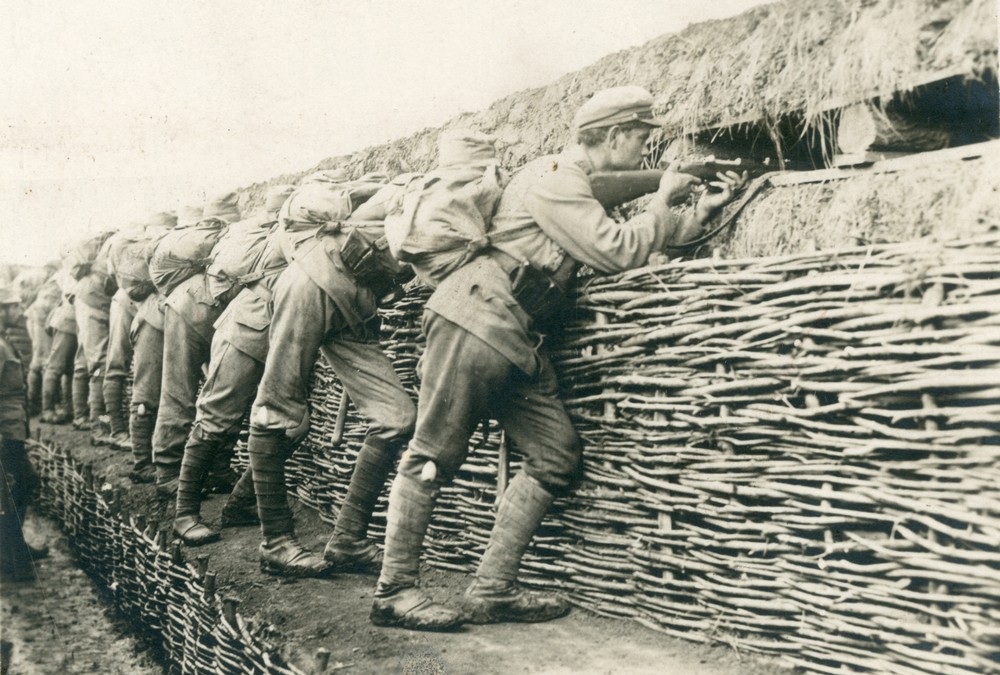
Солдати 2-ї бригади легіонів в окопах під час боїв у районі Раранчі в 1915 році

Після майже піврічних безперервних боїв у гірській місцевості та екстремальних кліматичних умовах, карпатські війська були на межі виснаження — в деяких ротах залишалося лише кілька солдатів. У середині березня обидві групи були відправлені на відпочинок до Коломиї, де отримали нову зброю й можливість відновити сили.
У квітні бригаду перекинули на Буковинсько-Бессарабський фронт, де вона провадила позиційні операції до кінця травня. У червні, під Раранчою, відбулися важкі бої, ключовим епізодом яких стала атака 60 уланів з 2-го ескадрону 2-го полку 13 червня 1915 року під Рокітною. Підрозділ під командуванням капітана Збігнєва Дунін-Вонсовича атакував три лінії російських окопів, які піхота не змогла захопити. Втративши 15 бійців, включно з командиром, уланам вдалося здобути дві лінії окопів, однак австрійські піхотні частини не змогли використати цей прорив належним чином.
Після червневих боїв у районі діяльності 2-ї бригади настало затишшя до жовтня, коли її перекинули на Волинь.

### Бої на Волині

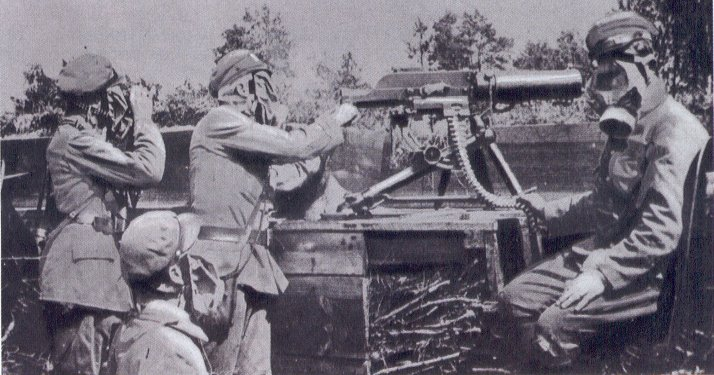
Солдати 2-ї бригади Польських легіонів під час боїв на Волині

У червні 1916 року російська армія готувалася до великого наступу (так званий Брусиловський наступ). 2-га бригада, яка до того часу перебувала в резерві, вступила в бій під Луцьком. У липні росіяни завдали масованого удару. Легіони, включаючи 2-гу бригаду, билися під Костюхнівкою. Після битви легіонери відступили до річки Стохід. 2-га бригада зайняла оборонні позиції в районі Рудки-Миринської й перебувала там до кінця жовтня.

### Криза присяги
10 квітня 1917 року Польський допоміжний корпус був переданий у розпорядження німецької окупаційної влади в Польському Королівстві. Після липневої кризи присяги 1917 року, корпус, що складався переважно з 2-ї бригади легіонів, було передано під австро-угорське командування.

### Повстання
У вересні 1917 року 2‑га бригада Польських легіонів (підрозділ чисельністю близько 9 000 солдатів, відомий як «Карпатська» чи «Залізна») була перекинута до Перемишля, а згодом — на Буковину. У той період Російська імперія дедалі більше руйнувалася, і бойові дії зводилися до обміну вогнем. Водночас велася політика німецько‑австро‑угорського мирного врегулювання. Через відмову більшовиків прийняти Брест-Литовський мирний договір (9 лютого 1918) царини Королівства Польського й Холмської області (частина Галичини) відійшли до Української Народної Республіки, ⁣ що сприйняли як поділ польських земель.
2‑га бригада, розташована на південь від Чернівців, ухвалила рішення прорвати фронт і зійти на позиції нового польського корпусу в Росії (перш за все, 1-й Корпус під командуванням генерала Довбор-Мусницького).13 лютого бригада розпочала свій марш на Чернівці та Раранчу. Австрійцям залишили лист про відмову від послуху. У ніч з 15 на 16 лютого піхотні полки поблизу Раранчі пробиралися до покинутих російських окопів. Однак вози з постачанням та артилерія застрягли та були взяті в полон австрійцями. Їх інтернували в таборах у Хусті, Мармарош-Сигеті, Шекленчі та Дульфалві. Близько 100 офіцерів та 1500 рядових вдалося прорватися.

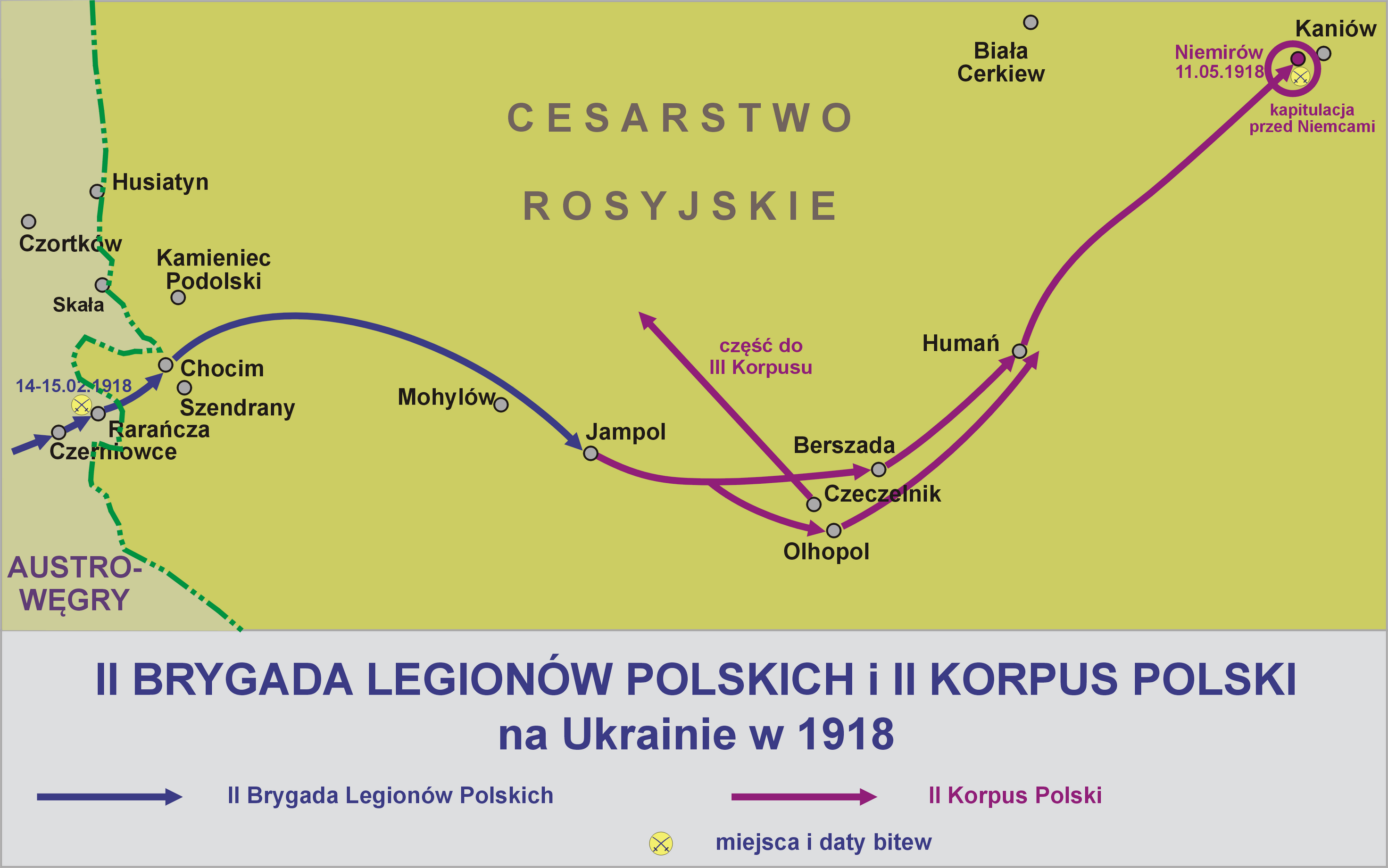

Далі бригада перейшла до Хоціма, де місцева солдатська рада вимагала її роззброєння. Бригада продовжила марш, лавіруючи між австрійськими та більшовицькими військами, і уклала угоду з більшовиками, запевнивши їх у демократичних засадах у своїх підрозділах. Це забезпечило їхню підтримку та допомогу продовольством, зберігаючи автономію рішень. Бригада форсувала Дністер біля Жванця, досягнувши Кам'янця-Подільського, де було встановлено контакт з польським комітетом і загоном польських солдатів, що дезертирували з російської армії.
27 лютого війська Центральних держав зайняли Кам'янець , не зустрівши опору російської армії, яка безладно відступала. Полковник Галлер, враховуючи це, вирішив не йти назустріч військам генерала Довбор-Мушніцького, які просувалися лівим берегом Дністра в напрямку Сорок, де дислокувався II польський корпус. 5 березня в Ярузі до бригади приєднався ескадрон польських уланів, а 6 березня бригада досягла Сорок.

### У II корпусі
10 березня під командуванням бригадира Галлера було сформовано 5-ту піхотну дивізію (з Карпатською бригадою у складі), яку 15 березня перейменували на 5-ту Польську стрілецьку дивізію.
У зв'язку з малою чисельністю полків, на рубежі березня-квітня 1918 року в Умані піхоту корпусу було реорганізовано. Батальйони легіону приєднали до полків 4-ї та 5-ї польських стрілецьких дивізій, що призвело до розформування «залізної» 2-ї бригади Карпатських легіонів.

## Штаб 2-ї бригади Командування Збройних сил Польщі
Командири бригад:
- Мечислав Залеський (перелом зими та весни 1915 р.)
- Полковник Фердинанд Кюттнер (травень 1915 — липень 1916)
- Полковник Юзеф Галлер (липень 1916 — лютий 1918)

Начальник штабу бригади:
- Капітан С. Г. Рудольф Товарек (вересень 1915 — 7 січня 1916)
- Капітан / Майор Станіслав Тарабанович (22 листопада 1916 — 12 серпня 1917)

Штабний офіцер бригади:
- Капітан піхоти. Мар'ян Кукель (з 22.03.1917)

## Організація бригади
- Командування 2-ї бригади Польських легіонів
- 2-й піхотний полк
- 3-й піхотний полк
- 2-й уланський полк

З 29 вересня 1916 року:
- Командування 2-ї бригади Польських легіонів
- 3-й піхотний полк
- 4-й піхотний полк

З 18 червня 1917 року:
- Штаб 2-ї бригади Польських легіонів у Варшаві
- 3-й піхотний полк у Варшаві
- 6-й піхотний полк у Дембліні

## Вшанування

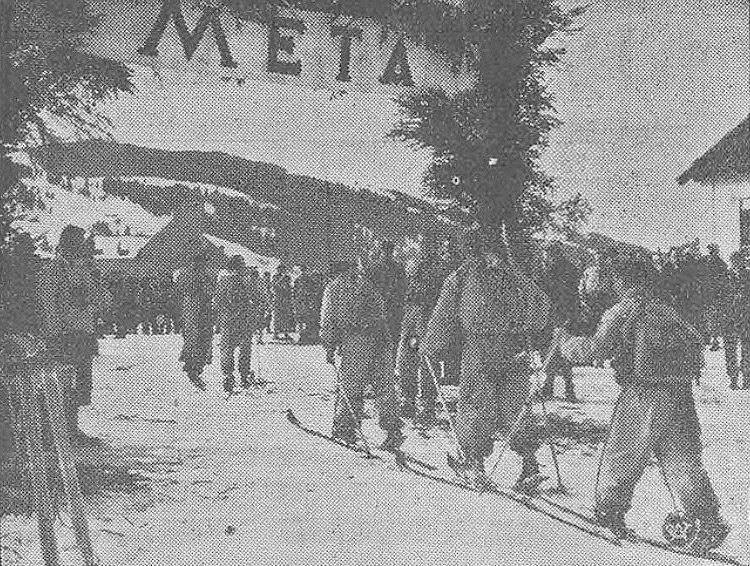
Фінішна лінія Маршу стежками 2-ї бригади легіону у Ворохті (1938)

У міжвоєнний період його регулярно проводили взимку.

## Дивитися

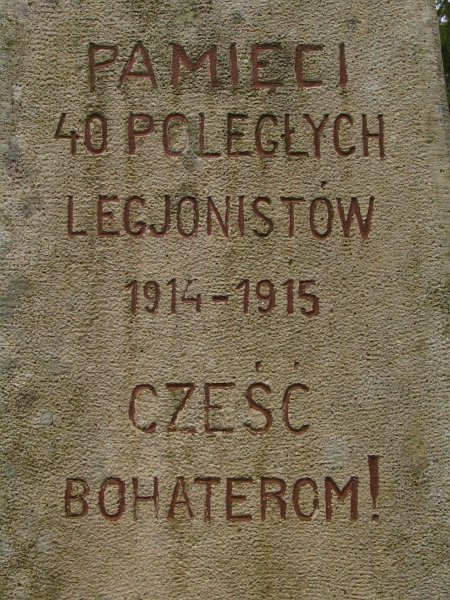
Меморіальна дошка в Рафайловій

- Битва під Молотовим
- Битва при Кірлібабі
- Битва під Рафайловою
- Штурм під Рокитною
- Битва під Костюхнівкою
- Битва під Раранчою (1918)
- Битва під Каневом

## Виноски
1. ↑  Hlawaty, Andrzej (1973). DZIEJE 6 PUŁKU UŁANÓW KANIOWSKICH. Londyn: Przegląd Kawalerii i Broni Pancernej. с. 5-26.
2. ↑  Chwalba, Andrzej (2008). Historia Polski 1795-1918. Kreaków: Wydawnictwo Literackie. с. 571-591.
3. ↑  Praca zbiorowa, 1934.
4. 1 2 3  Marsz Szlakiem Drugiej Brygady Legionów / Zakończenie marszu szlakiem ll-giej Brygady Legionów. Wschód. Nr 76: 2, 9. 28 lutego 1938. {{cite journal}}: |volume= має зайвий текст (довідка)
5. 1 2 3 4 5  Bagiński, 1921.